# La Salina
La Salina – miasto w Kolumbii, w departamencie Casanare.